# Thymen Arensman
Thymen Arensman (Deil, 4 dicembre 1999) è un ciclista su strada e ciclocrossista olandese che corre per il team Ineos Grenadiers.
Professionista dal 2020, è soprannominato Il Pellicano di Deil ed ha caratteristiche di passista-scalatore.

## Palmarès

### Strada
- 2017 (Juniores)

3ª tappa Oberösterreich Juniorenrundfahrt (Bad Wimsbach > Altmünster)
- 2022 (Team DSM, due vittorie)

6ª tappa Giro di Polonia (Nowy Targ > Wierch Rusiński, cronometro)
15ª tappa Vuelta a España (Martos > Sierra Nevada)
- 2025 (Ineos Grenadiers, tre vittorie)

4ª tappa Tour of the Alps (Sillian > Obertilliach)
14ª tappa Tour de France (Pau > Luchon-Superbagnères)
19ª tappa Tour de France (Albertville > La Plage)

#### Altri successi
- 2021 (Team DSM)

Classifica giovani Tour de Romandie
- 2022 (Team DSM)

Classifica giovani Tour of the Alps

### Ciclocross
- 2016-2017

UCI World Cup Heusden-Zolder, Juniores
National Championships Netherlands MJ
- 2018-2019

DVV verzekeringen trofee - Koppenbergcross

## Piazzamenti

### Grandi Giri
- Giro d'Italia

2022: 18°
2023: 6º
2024: 6º
2025: 29º
- Tour de France

2025: 12º
- Vuelta a España

2020: 41º
2021: 61º
2022: 6º
2023: ritirato (7ª tappa)
2024: non partito (11ª tappa)

### Classiche monumento
- Liegi-Bastogne-Liegi

2020: ritirato
- Giro di Lombardia

2021: 88º
2022: 75º
2024: 15º

### Competizioni mondiali
- Campionati del mondo su strada

Bergen 2017 - Cronometro Junior: 12º
Bergen 2017 - In linea Junior: 47º
Innsbruck 2018 - In linea Under-23: 42º
- Campionati del mondo di ciclocross

Heusden-Zolder 2016 - Juniores: 11º
Bieles 2017 - Juniores: 19º
Valkenburg 2018 - Under-23: 16º

### Competizioni europee
- Campionati europei su strada

Herning 2017 - In linea Junior: 104º
Limburgo 2024 - In linea Elite: 24º
- Campionati europei di ciclocross

Huijbergen 2015 - Juniores: 5º
Pontchâteau 2016 - Juniores: 14º
Tabor 2017 - Under-23: 21º
Rosmalen 2018 - Under-23: 21º